# ダニエル・セーヘルス
ダニエル・セーヘルス (Daniel Seghers, 1590年12月3日 – 1661年11月2日) は、17世紀フランドルで活躍した画家。花の静物画、特に花環を多く描いたことで知られている。画家のヘラルト・セーヘルスは弟。

## 生涯
アントワープで生まれ、1601年頃に父親の死と母親のカルヴァン派への改宗を受けてネーデルラント連邦共和国に移る。1611年にはアントワープに戻り、 ヤン・ブリューゲルの工房に入る。再度カトリックに改宗した後、メヘレンでイエズス会士の見習いとなる。1625年まではアントワープで画家として活動していた。1621年にはブリュッセルにも滞在している。セーヘルスに関して、1625年に聖職者に叙任されたという意見もあれば、平修士のままであったという意見もある。 1625年から1627年の間はイタリアにおり、それ以降は死ぬまでアントワープに住んでいた。

## 作品

### 花環図(Garland)

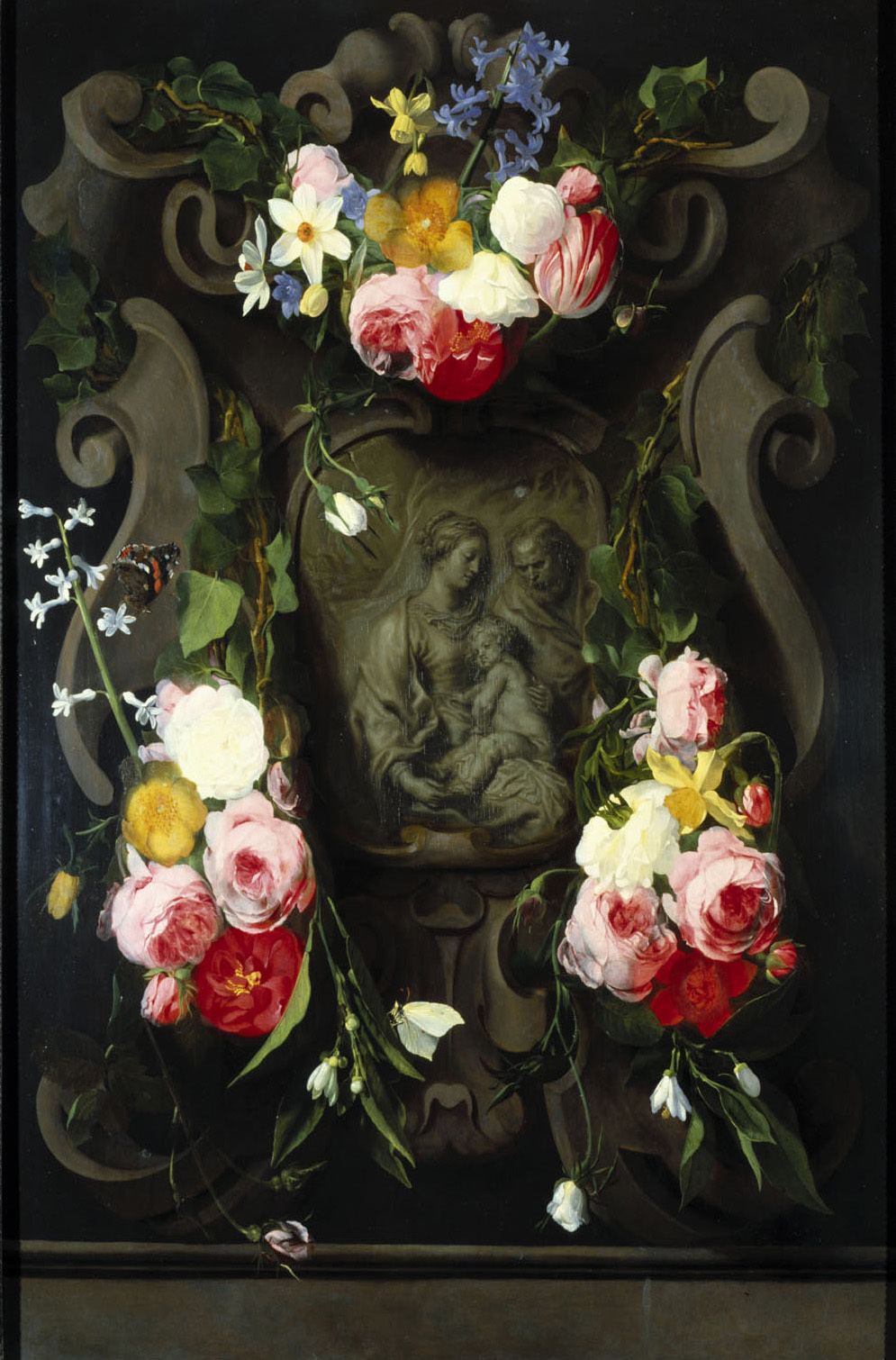
『花環の中の聖家族』(1644) 中央部分はシモン・デ・フォス画

セーヘルスの花環図の絵画は、当時フランドル絵画のジャンルであった、聖母や聖人や他の宗教的なシンボルを花で囲むといった様式を反映している。この種の作品は彼の親方であったヤン・ブリューゲルが、イタリアの美術のパトロンの枢機卿フェデリコ・ボロメオのために17世紀初頭から描かれるようになった。17世紀後半になると宗教と関係のない対象、つまり肖像や神話的な題材も中央に描かれ、花で囲まれるようになる。

### 共同制作
セーヘルスは主に花の部分（開花しようとしているバラやチューリップ）のみを描き、中央部分は後で他の画家が描いた。セーヘルスの共同制作者は主に地元の無名の画家達であったが、コルネリス・スフート、エラスムス・クエリヌス2世、アブラハム・ファン・ ディーペンベーク、シモン・デ・フォス、ヤン・ファン・デン・ヘッケ、ゴンザレス・コックス、ルーベンス等と共同制作した。 トーマス・ヴィルボールツ・ボスハールト(Thomas Willeboirts Bosschaert)はセーヘルスの助手として名前が挙げられている。

### 反応
セーヘルスの作品は彼の生きていた間にも大変な人気があり、収集の対象でもあった。また、彼の作品を模写する画家も現れた。 彼の作品はデン・ハーグのフレデリック・ヘンドリック (オラニエ公) の宮廷で人気があり、収集されていた。フレデリック・ヘンドリックの書記であったコンスタンティン・ホイヘンスは自身の詩の中でセーヘルスの作品を称え、画家本人ともやり取りをし、セーヘルスの絵から実際に花の香りが漂ってくるようだと書いている。 オランダの詩人ヨースト・ファン・デン・フォンデルもまたセーヘルスの作品を高く評価していた。クリスティーナ (スウェーデン女王)、チャールズ1世 (イングランド王)、フェリペ4世 (スペイン王)、マリー・ド・メディシス、チャールズ2世 (イングランド王)もセーヘルスの作品を収集していた。チャールズ2世は1649年にレオポルト・ヴィルヘルムとセーヘルスの元を訪ねている。
セーヘルスの作品の多くは銅板に油彩で描かれており、キャビネット絵画として用いられた。事実、彼の作品は画商を通す等の通常のルートを通って売買されず、イエズス会を通して、イエズス会の学校等を援助していた貴族階級の人々に贈り物とされたものが多い。

## 参照
1. 1 2 3 4 5 6 7 8  Irene Haberland, "Seghers, Daniel," Grove Art Online. Oxford University Press, [accessed 25 May 2008].
2. 1 2 3 4 5 6 7 8 9 10 11  John Rupert Martin, "A Portrait of Rubens by Daniel Seghers," Record of the Art Museum, Princeton University, vol. 17 (1958), pp. 2-20.
3. 1 2  David Freedberg, "The Origins and Rise of the Flemish Madonnas in Flower Garlands, Decoration and Devotion", Münchener Jahrbuch der bildenden Kunst, xxxii, 1981, pp. 115–150.
4. ↑  Cataloge van de Bloem-stukken, die ik selfs met mijn hand heb geschildert en voor wie. «Cateloque of flower-still lifes, which I have painted and for whom»
5. ↑  Huygens praise of Seghers's painted flowers (in Latin), IN PRAESTANTISSIMI PICTORIS DAN. SEGHERI ROSAS.